# Pityohyphantes lomondensis
Pityohyphantes lomondensis är en spindelart som beskrevs av Chamberlin och Ivie 1941. Pityohyphantes lomondensis ingår i släktet Pityohyphantes och familjen täckvävarspindlar. Inga underarter finns listade i Catalogue of Life.